# Adinandra verrucosa
Adinandra verrucosa är en tvåhjärtbladig växtart som beskrevs av Otto Stapf. Adinandra verrucosa ingår i släktet Adinandra och familjen Pentaphylacaceae. Inga underarter finns listade i Catalogue of Life.